# Samuel Sebastian Wesley
Samuel Sebastian Wesley (Londra, 14 agosto 1810 – Gloucester, 19 aprile 1876) è stato un organista e compositore inglese.

## Biografia
Nato a Londra, era il primogenito della seconda famiglia del compositore Samuel Wesley, che aveva formato con Sarah Suter dopo la separazione dalla moglie Charlotte. Samuel Sebastian era il nipote di Charles Wesley. Il suo secondo nome derivava dall'ammirazione di suo padre per la musica di Bach.

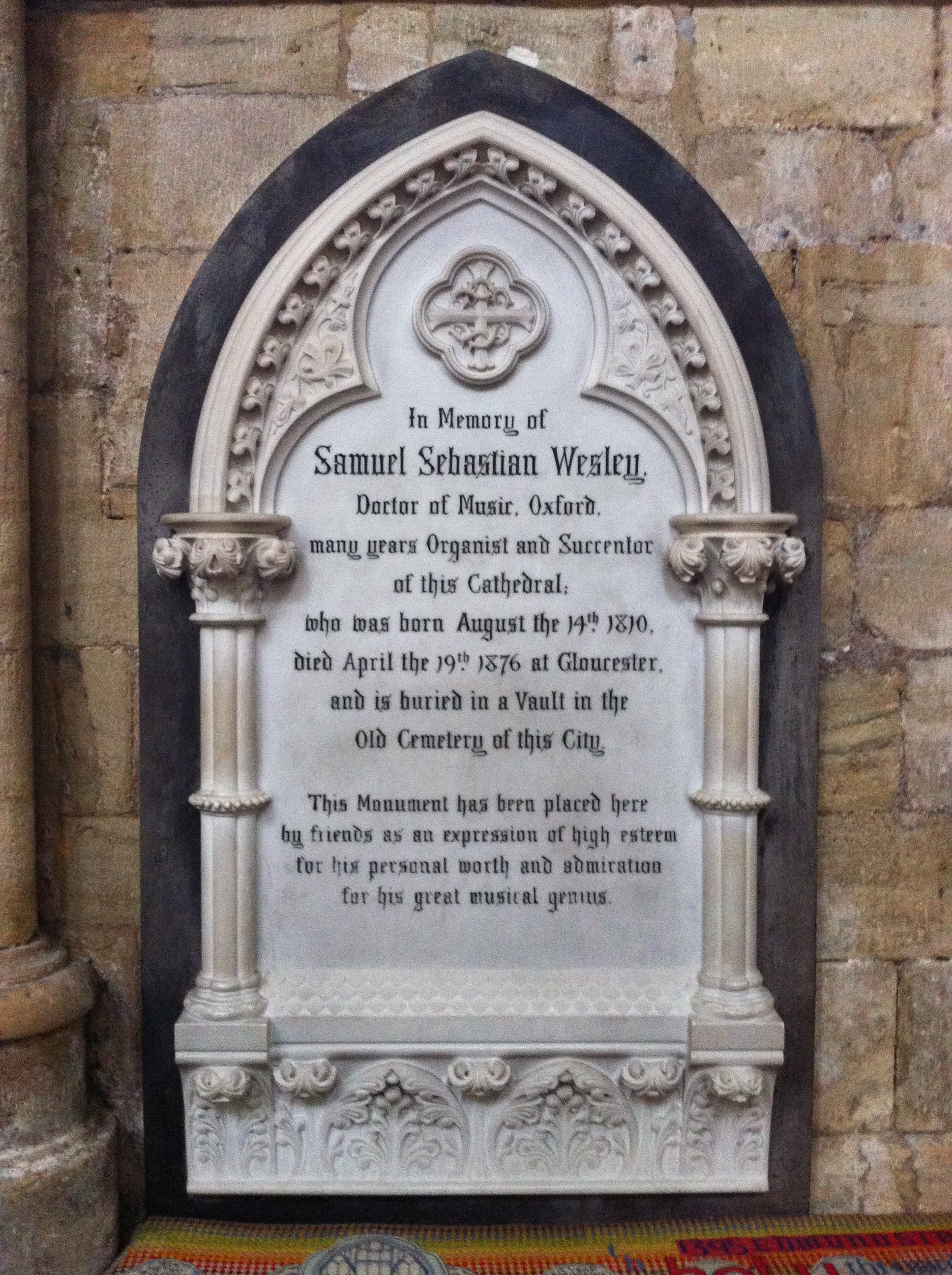
Memoriale nella Cattedrale di Exeter

Dopo aver cantato nel coro della Chapel Royal da ragazzo, Samuel Sebastian iniziò la sua carriera come musicista e fu nominato organista nella Cattedrale di Hereford nel 1832. Mentre era lì sposò la sorella del Decano, John Merryweather. Si trasferì alla Cattedrale di Exeter tre anni dopo e successivamente ebbe incarichi alla Chiesa Parrocchiale di Leeds (ora Leeds Minster) (dal 1842), alla Cattedrale di Winchester (dal 1849) ed alla Cattedrale di Gloucester (1865-1876). Nel 1839 conseguì sia la laurea in Musica sia il dottorato in Musica a Oxford. Divenne professore di organo presso la Royal Academy of Music nel 1850. Morì nella sua casa di Gloucester il 19 aprile 1876 a 65 anni. Fu sepolto accanto alla figlia nel cimitero di San Bartolomeo a Exeter nei pressi delle antiche mura della città. Ci sono tavolette commemorative nella Cattedrale di Exeter e nella Cattedrale di Winchester e il suo monumento alla Cattedrale di Gloucester è in vetro colorato.
Famoso durante la sua vita come uno dei principali organisti e coristi del suo paese, compose quasi esclusivamente per la Chiesa d'Inghilterra, che continua a conservare la sua memoria. I suoi anthem più noti includono: Thou wilt keep him in perfect peace e Wash me throughly. Ha anche scritto diversi esempi piuttosto tardivi di Inni di versi, che contrastano sezioni all'unisono e contrappuntistiche con passaggi più piccoli e più intimi per voce solista o voci. Blessed be the God and Father, The Wilderness e Ascribe unto the Lord sono di notevole lunghezza, così come il suo Servizio religioso in mi.
Il popolare inno corto Lead me, Lord è un estratto di Praise the Lord, O my soul. Molti dei suoi pezzi per organo solista hanno un valore duraturo e continuano ad essere suonati nei concerti di tanto in tanto.
Tra i suoi inni i più noti sono Aurelia e Hereford. Aurelia fu ampiamente adottato negli Stati Uniti, dove viene regolarmente ascoltato. Di solito ora cantato con le parole "The Church's One Foundation", Wesley compose la melodia dell'inno Jerusalem the Golden (Gerusalemme dorata), da cui il nome "Aurelia".

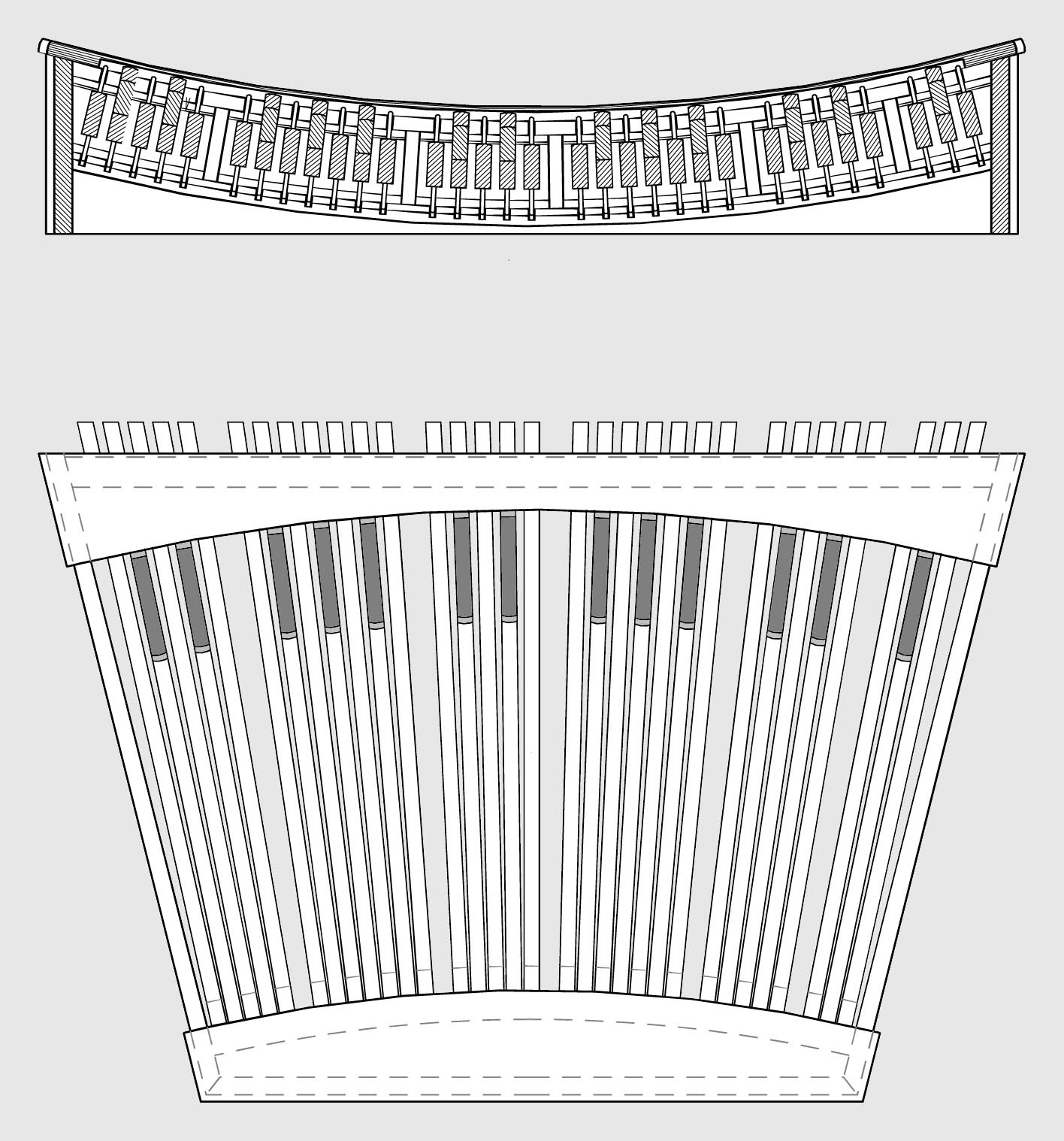
Pedaliera radiale concava

Una caratteristica notevole della sua carriera è la sua avversione nei confronti del temperamento equabile, un'avversione che mantenne per decenni dopo che questo metodo di accordatura era stato accettato nel Continente e persino nella maggior parte dell'Inghilterra. Tale disgusto non gli impedì tuttavia un uso sostanziale del cromatismo in molte delle sue composizioni pubblicate.
Nel periodo trascorso alla Cattedrale di Winchester Wesley ebbe in gran parte il merito dell'acquisizione da parte della Cattedrale dell'organo Father Willis nel 1854 che era stato esposto alla Grande esposizione nel 1851. Il successo dell'organo all'esposizione portò direttamente all'aggiudicazione del contratto a Willis per un organo a 100 registri destinato alla Saint George's Hall, Liverpool costruito nel 1855. Wesley fu il consulente di questo grande ed importante progetto, ma l'organo fu, probabilmente, danneggiato per alcuni anni dall'insistenza di Wesley sul fatto che fosse sintonizzato su un temperamento non equabile.
A Wesley, con Father Willis, può essere attribuita l'invenzione della pedaliera per organo radiale concava, ma si dimise quando Willis propose che fosse conosciuta come la pedaliera "Wesley-Willis". Tuttavia, la loro invenzione comune fu ampiamente adottata come uno standard internazionale per gli organi in tutto il mondo di lingua inglese e per quelli esportati altrove.

## Vita privata
Wesley sposò Mary Anne Merewether ed ebbe 6 figli.

## Lavori musicali
Tra le opere scelte figurano le seguenti:

### Anthem
1. The Wilderness (1832)
2. Blessed be the God and Father (1833/34)
3. Let us lift up our heart (c. 1836)
4. O Lord, thou art my God (c. 1836)
5. To my request and earnest cry (c. 1836)
6. Wash me throughly (c. 1840)
7. Cast me not away (1848)
8. The face of the Lord (1848)
9. Thou wilt keep him in perfect peace (c. 1850)
10. Ascribe unto the Lord (1851)
11. I am thine, O save me (1857)
12. Praise the Lord, O my soul (1861), includes:

Lead me, Lord

### Servizi
1. Servizio mattutino e serale in Mi (1845)
2. Breve servizio completo in Fa (c. 1865)

### Inni religiosi
1. Alleluia
2. Aurelia
3. Bude
4. Colchester
5. Cornwall
6. Doncaster
7. Gweedore
8. Hampton
9. Harewood
10. Hereford
11. Hornsey
12. Wetherby
13. Wigan
14. Winscott
15. Wrestling Jacob
16. Bowden (arrangiato da Wesley, sconosciuto il compositore originale)

Altri inni composti o arrangiati da Wesley sono elencati sulla Biblioteca del Congresso Linked Data Service.

### Organo
1. Aria sulle campane della chiesa di Holsworthy
2. Variazioni e Fuga su "God Save the King" (1831) [in aggiunta a questo insieme di 7 variazioni in sol,[9] ha anche composto 8 variazioni in si bemolle e 3 variazioni in do sullo stesso tema][10]
3. Introduzione e fuga in Do diesis minore (? 1835)
4. Larghetto in fa minore (1835 ca.)
5. Tre pezzi per un organo da camera, libro 1 (1842), include:

Canzone corale
1. Tre pezzi per un organo da camera, libro 2 (1843), include:

Larghetto in fa diesis minore

## Lavori letterari
- A Few Words on Cathedral Music and the Musical System of the Church, with a Plan of Reform (PDF), 1849.

## Celebrazioni per il bicentenario
Le celebrazioni a Leeds per il 200º anniversario della nascita di Wesley sono iniziate con Festal Evensong alla chiesa parrocchiale di Leeds domenica 4 luglio 2010, seguite da un recital corale di gala. La cerimonia religiosa di domenica 15 agosto è stata trasmessa su BBC Radio 4. Il dott. Lindley ha tenuto un recital commemorativo della musica d'organo di Wesley la sera e un recital commemorativo della musica di Wesley al Municipio di Leeds il 13 settembre.